# Anthobium unicolor
Anthobium unicolor är en skalbaggsart som först beskrevs av Thomas Marsham 1802.  Anthobium unicolor ingår i släktet Anthobium, och familjen kortvingar. Arten är reproducerande i Sverige.